# Georg Michaelis
Georg Michaelis (født 8. september 1857, død 24. juli 1936) var en tysk politiker og jurist. Han var den første ikke-adelige person som blev tysk kansler.
Han studerede jura i Breslau, Leipzig og Würzburg, og tog den juridiske doktorgrad. Mellem 1885 og 1889 boede han i den japanske hovedstad Tokyo, hvor han var juraprofessor ved det juridiske fakultet ved Dokkyo-universitetet ("foreningen af tysk videnskab"). Senere arbejdede han i den preussiske statsadministration, og 1909 blev han preussisk statssekretær. Fra 1915 var han leder for Reichsgetreidestelle, kontoret som var ansvarlig for administrationen af preussisk korn m.v. under 1. verdenskrig.
Efter at Theobald von Bethmann-Hollweg måtte gå af som tysk kansler, blev Michaelis udnævnt til Tysklands kansler og Preussens statsminister den 14. juli 1917. Han holdt disse stillinger frem til 31. oktober samme år, da han måtte gå af, fordi han i stigende grad blev anset af parlamentet for at være en marionet for Paul von Hindenburg og Erich Ludendorff fra generalstaben.
Fra 1. april 1918 til 31. marts 1919 var han overpræsident for den preussiske provins Pommern. Efter 1. verdenskrig samarbejdede han med de lokale arbejder- og soldatråd, men blev alligevel efter kort tid afsat af den nye socialdemokratiske regering i Preussen.
Senere arbejdede Michaelis som økonomisk lobbyist, for studentorganisationer og i den lutherske kirkesynode i Preussen. Han blev medlem af Deutschnationale Volkspartei (DNVP). I 1921 udgav han sine memoirer, Für Staat und Volk. Eine Lebensgeschichte.